# Championnats d'Asie de VTT
Les championnats d'Asie de VTT (vélo tout terrain) se déroulent chaque année. 
Deux disciplines, le cross-country et la descente ont leur championnat organisé. Le cross-country éliminatoire est au programme depuis 2016.

## Lieux
| Année | Lieu | Ville |
| ----- | ---- | ----- |
| 1995  | ?    | ?     |
| 1996  | ?    | ?     |
| 1997  | ?    | ?     |
| 1998  | ?    | ?     |
| 1999  | ?    | ?     |
| 2000  | ?    | ?     |
| 2001  | ?    | ?     |
| 2002  | ?    | ?     |
| 2003  | ?    | ?     |
| 2004  | ?    | ?     |

| Année | Lieu         | Ville        |
| ----- | ------------ | ------------ |
| 2005  | ?            | ?            |
| 2006  | ?            | ?            |
| 2007  | ?            | ?            |
| 2008  | ?            | ?            |
| 2009  | Malaisie     | Malacca      |
| 2010  | Corée du Sud | Jecheon      |
| 2011  | Chine        | Suzhou       |
| 2012  | Liban        | Baskinta     |
| 2013  | Chine        | Chengdu      |
| 2014  | Indonésie    | Lubuklinggau |

| Année | Lieu         | Ville              |
| ----- | ------------ | ------------------ |
| 2015  | Malaisie     | Malacca            |
| 2016  | Thaïlande    | Chainat            |
| 2017  | Chine        | Xuancheng          |
| 2018  | Philippines  | Danao City         |
| 2019  | Liban        | Kfardebian         |
| 2020  | Thaïlande    | Chiang Rai         |
| 2022  | Corée du Sud | Suncheon           |
| 2023  | Inde         | Thiruvananthapuram |
| 2024  | Malaisie     | Putrajaya          |

## Palmarès du cross-country

### Hommes
Élites
| Année | Or                   | Argent                  | Bronze                      |
| 2004  | Yasushi Adachi (JPN) | Atsushi Maruyama (JPN)  | Sugianto Setiawan (INA)     |
| 2007  | Ji Jianhua (CHN)     |                         |                             |
| 2008  | Xueli Jiang (CHN)    | Kohei Yamamoto (JPN)    | Chun Hing Chan (HKG)        |
| 2009  | Kohei Yamamoto (JPN) | Chun Hing Chan (HKG)    | Kiril Kazantsev (KAZ)       |
| 2010  | Kohei Yamamoto (JPN) | Wang Zhen (CHN)         | Duan Zhiqiang (CHN)         |
| 2011  | Kohei Yamamoto (JPN) | Seiya Hirano (JPN)      | Tong Weisong (CHN)          |
| 2012  | Kohei Yamamoto (JPN) | Kazuhiro Yamamoto (JPN) | Artyom Golovachshenko (KAZ) |
| 2013  | Kohei Yamamoto (JPN) | Kiril Kazantsev (KAZ)   | Zhikiang Duan (CHN)         |
| 2014  | Kohei Yamamoto (JPN) | Seiya Hirano (JPN)      | Kyosuke Takei (JPN)         |
| 2015  | Kohei Yamamoto (JPN) | Wang Zhen (CHN)         | Chun Hing Chan (HKG)        |
| 2016  | Kohei Yamamoto (JPN) | Kiril Kazantsev (KAZ)   | Chun Hing Chan (HKG)        |
| 2017  | Lyu Xianjing         | Ma Hao                  | Chen Mingrun                |
| 2018  | Kohei Yamamoto       | Faraz Shokri            | Seiya Hirano                |
| 2019  | Ma Hao               | Kohei Yamamoto          | Lyu Xianjing                |
| 2020  | Kohei Yamamoto       | Seiya Hirano            | Peerapol Chawchiangkwang    |
| 2022  | Riki Kitabayashi     | Mino Kim                | Zaenal Fanani               |
| 2023  | Lyu Xianjing         | Yuan Jinwei             | Mi Jiujiang                 |
| 2024  | Toki Sawada          | Denis Sergiyenko        | Yuan Jinwei                 |

Moins de 23 ans
| Année | Or                      | Argent           | Bronze            |
| 2018  | Lyu Xianjing            | Chen Mingrun     | Mino Kim          |
| 2019  | Temirlan Mukhamediyanov | Ali Zohrabzadeh  | Mino Kim          |
| 2020  | Lyu Xianjing            | Denis Sergiyenko | Koutarou Murakami |
| 2022  | Chun Seong-hun          | Denis Sergiyenko | Heo Seung-soo     |
| 2023  | Yegor Karassyov         | Wang Zili        | Tatsumi Soejima   |
| 2024  | Tatsumi Soejima         | Wang Sheng       | Gong Zengwu       |

Juniors
| Année | Or                         | Argent                 | Bronze                     |
| 2009  | Natawat Supachiwakun (THA) | Chun Chung Luk (HKG)   | Jeoffrey Jerry Jemie (MAS) |
| 2010  | Soon Woo Kwon (KOR)        | Nam Woo Goo (KOR)      | Vadim Galeyev (KAZ)        |
| 2011  | Soon Woo Kwon (KOR)        | Toki Sawada (JPN)      | Hamid Hobalisohi (IRI)     |
| 2012  | Kohei Maeda (JPN)          | Artur Fedosseyev (KAZ) | Chiang Sheng Shan          |
| 2013  | Galym Akhmetov (KAZ)       | Bingchen Gu (CHN)      | Zhikiang Wang (CHN)        |
| 2014  | Ari Hirabayashi (JPN)      | Bingcheng Gu (CHN)     | Masaki Yamada (JPN)        |
| 2015  | Ryo Takeuchi (JPN)         | Ari Hirabayashi (JPN)  | Masaki Yamada (JPN)        |
| 2016  | Afichanan Klahan (THA)     | Xianjing Lyu (CHN)     | Hao Ma (CHN)               |
| 2017  | Kim Mino                   | Xu Duibing             | Kim Geonjin                |
| 2018  | Yuan Jinwei                | Chun Seong-hun         | Bolat Niyazov              |
| 2019  | Issei Matsumoto            | Sohei Yamaguchi        | Hong Hang                  |
| 2020  | Issei Matsumoto            | Heo Seung-soo          | Ayumi Nakajima             |
| 2022  | Sho Takahashi              | Feri Yudhoyono         | Muhammad Syawal Mazlin     |
| 2023  | Sho Takahashi              | John Andre Aguja       | Ryoga Shimazaki            |
| 2024  | Qin Shaochao               | Wen Linghao            | John Andre Aguja           |

### Femmes
Elites
| Année | Or                     | Argent                  | Bronze                       |
| 2002  | Thanh Huyen Nguyen Thi | Hee Cwak Mi             | Masami Morita                |
| 2003  | Ma Yanping             | Hiroko Nambu            | Gao Xiaoning                 |
| 2005  | Chengyuan Ren (CHN)    | Gao Xiaoning (CHN)      | Wang Jingjing (CHN)          |
| 2006  | Chengyuan Ren (CHN)    | Wang Jingjing (CHN)     | Liu Ying (CHN)               |
| 2007  | Liu Ying (CHN)         | Chengyuan Ren (CHN)     | Wang Jingjing (CHN)          |
| 2008  | Chengyuan Ren (CHN)    | Liu Ying (CHN)          | Qinglan Shi (CHN)            |
| 2009  | Chengyuan Ren (CHN)    | Rie Katayama (JPN)      | Liu Ying (CHN)               |
| 2010  | Chengyuan Ren (CHN)    | Rie Katayama (JPN)      | Qinglan Shi (CHN)            |
| 2011  | Qinglan Shi (CHN)      | Rie Katayama (JPN)      | Liu Ying (CHN)               |
| 2012  | Rie Katayama (JPN)     | Yue Bai (CHN)           | Dinh Thi Nu Quynh (VIE)      |
| 2013  | Qinglan Shi (CHN)      | Shiqiong Wei (CHN)      | Tingting Sui (CHN)           |
| 2014  | Qinglan Shi (CHN)      | Chengyuan Ren (CHN)     | Ling Yang (CHN)              |
| 2015  | Chengyuan Ren (CHN)    | Ling Yang (CHN)         | Wenjing Ren (CHN)            |
| 2016  | Chengyuan Ren (CHN)    | Supaksorn Nuntana (THA) | Warinthorn Phetpraphan (THA) |
| 2017  | Yao BianWa             | Wei Qianqian            | Wang XueLian                 |
| 2018  | Li Hongfeng            | Hang Minyan             | Faranak Parto Azar           |
| 2019  | Yao BianWa             | Yao Ping                | Li Hongfeng                  |
| 2020  | Yao BianWa             | Yao Ping                | Faranak Partoazar            |
| 2022  | Li Hongfeng            | Ma Caixia               | Alina Sarkulova              |
| 2023  | Li Hongfeng            | Ma Caixia               | Wu Zhifan                    |
| 2024  | Wu Zhifan              | Li Hongfeng             | Yang Maocuo                  |

Moins de 23 ans
| Année | Or                | Argent                | Bronze                      |
| 2018  | Ariana Dormitorio | Natalie Panyawan      | Nur Deena Safia Nor Effandy |
| 2019  | Rina Matsumoto    | Natalie Panyawan      | Urara Kawaguchi             |
| 2020  | Nathalie Panyawan | Urara Kawaguchi       | Surattiya Buppha            |
| 2022  | Akari Kobayashi   | Sayu Bella Sukma Dewi | Kwan Tsz Kwan               |
| 2023  | Lei Ying          | Ding Zhuo             | Dara Latifah                |
| 2024  | Wang Ting         | Sayu Bella Sukma Dewi | Phi Kun Pan                 |

Juniors
| Année | Or                           | Argent                    | Bronze                               |
| 2009  | Siriluck Warapiang (THA)     | Dinh Thi Nu Quynh (VIE)   | Da-Jeong Yoo (KOR)                   |
| 2010  | Yue Bai (CHN)                | Da-Jeong Yoo (KOR)        | Dinh Thi Nu Quynh (VIE)              |
| 2011  | Mesiya Suksawat (THA)        | Rimma Luchshenko (KAZ)    | Manami Iwade (JPN)                   |
| 2012  | Ha Thi Nga (VIE)             | Dang Thi Ngoc Huyen (VIE) | Joelle Daou (LBN)                    |
| 2013  | Hongfen Li (CHN)             | Tingting Sui (CHN)        | Yingcai Xu (CHN)                     |
| 2014  | Warinthorn Phetpraphan (THA) | Takaho Nakashima (JPN)    | Ariana Thea Patric Dormitario (PHI)  |
| 2015  | Warinthorn Phetpraphan (THA) | Ya Yu Tsai (TPE)          | Toshimi Sato (JPN)                   |
| 2016  | Nathalie Panyawan (THA)      | Guangji He (CHN)          | Siti Nur Adibah Akma Mohd Fuad (MAS) |
| 2017  | Urara Kawaguchi              | Zhe Qinghua               | Wu TingTing                          |
| 2018  | Urara Kawaguchi              | Wu Zhifan                 | Akari Kobayashi                      |
| 2019  | Wu Zhifan                    | Akari Kobayashi           | Yonthanan Phonkla                    |
| 2020  | Yonthanan Phonkla            | Jarinya Suebjakthin       | Zarina Bikmayeva                     |
| 2022  | Alina Spirina                | Violetta Kzakova          | Hitomi Nakajima                      |
| 2023  | Aika Hiyoshi                 | Thi Vang Ban              | Fatemeh Abbasi                       |
| 2024  | Xie Xianran                  | Yang Mingxue              | Aika Hiyoshi                         |

### Relais mixte
| Année | Or                                                                                                 | Argent | Bronze |
| 2014  | Chine Nazaerbieke Bieken Ren Chengyuan Gu Bingcheng Yin Siyuan                                     | Japon Kyosuke Takei Eri Yonamine Takaho Nakashima Ari Hirabayashi                                                 | Indonésie Zaenal Fanani Zamal Hibatulloh Nunung Sekamingsih Tyas Azizah Suyut                                               |
| 2015  | Thaïlande Patompob Phonarjthan Peerapol Chawchiangkwang Supaksorn Nuntana Warinthorn Phetpraphan   | Japon Ari Hirabayashi Toshimi Sato Motoshi Kadota Mio Suemasa                                                     | Taipei chinois Li Chi-chin Tsai Yay-yu Huang Ho-hsiung Chiang Sheng-shan                                                    |
| 2016  | Thaïlande Klahan Master Athichanan Peerapol Chawchiangkwang Keerati Sukprasart Supaksorn Nuntana   | Chine Nazaerbieke Bieken Wang Zhen Ma Hao Ren Chengyuan                                                           | Japon Seiya Hirano Toshimi Sato Riki Kitabayashi Ari Hirabayashi                                                            |
| 2017  | Chine Nazaerbieke Bieken Wang Zhen Ma Hao Xu Duibing Wei Qianqian                                  | Japon Urara Kawaguchi Koutarou Murakami Riki Kitabayashi Ari Hirabayashi Yoshitaka Nakahara                       | Iran Mohammad Poursharif Faraz Shokri Mohammadhossein Eskandari Sajjad Taheri Faranak Parto Azar                            |
| 2018  | Chine Li Hongfeng Wang Zhen Ma Hao Yuan Jinwei Wu Zhifan                                           | Japon Ari Hirabayashi Akari Kobayashi Koutarou Murakami Kohei Maeda Urara Kawaguchi                               | Philippines Edmhel John Flores Ariana Thea Patrice Dormitorio Avegail Rombaon Jake Aldrin Rivera Jericho Rivera             |
| 2019  | Chine Yuan Jinwei Li Hongfeng Wu Zhifan Hong Hang Ma Hao                                           | Japon Issei Matsumoto Rina Matsumoto Ari Hirabayashi Akari Kobayashi Kohei Yamamoto                               | Iran Farzad Khodayari Ali Labib Shotorban Mahsa Maviz Faranak Partoazar Ali Zohrabzadeh                                     |
| 2020  | Japon Miho Imai Urara Kawaguchi Riki Kitabayashi Issei Matsumoto Kohei Yamamoto                    | Thaïlande Supuksorn Nuntana Natalie Panyawan Phunsiri Sirimongkhon Keerati Sukprasart Athiphong Suwannasing       | Kazakhstan Shakir Adilov Zarina Bikmayeva Temirlan Mukhamediyanov Alina Sarkulova Damir Tursunkali                          |
| 2022  | Kazakhstan Denis Sergiyenko Alexey Fefelov Yegor Karassyov Alina Sarkulova Temirlan Mukhamediyanov | Japon Riki Kitabayashi Sho Takahashi Koutarou Murakami Asahi Miyazu Akari Kobayashi                               | Malaisie Ahmad Syazrin Awang Ilah Zulfikri Zulkifli Muhammad Fahmi Khairul Muhammad Syawal Mazlin Nur Assyira Zainal Abidin |
| 2024  | Chine Wang Sheng Wu Zhifan Qin Shaochao Yang Mingxue Wang Ting Mi Jiujiang                         | Indonésie Zaenal Fanani Feri Yudoyono Dela Anjar Wulan Sayu Bella Sukma Dewi Elvia Tri Wulandari Adrian Kurniawan | Kazakhstan Denis Sergiyenko Nikita Galkin Ilyas Rakhimov Alina Sarkulova Yevgeniya Zaam Madina Zhurtybayeva                 |

## Palmarès du cross-country éliminatoire

### Hommes
Élites
| Année | Or                       | Argent                  | Bronze                   |
| 2016  | Keerati Sukprasart (THA) | Chiang Sheng Shan (TPE) | Farzad Khodayari (IRI)   |
| 2019  | Riyadh Hakim Bin Lukman  | Zaenal Fanani           | Phunsiri Sirimongkhon    |
| 2020  | Zaenal Fanani            | Keerati Sukprasart      | Phunsiri Sirimongkhon    |
| 2022  | Phunsiri Sirimongkhon    | Zaenal Fanani           | Ihza Muhammad            |
| 2023  | Lyu Xianjing             | Yuan Jinwei             | Riyadh Hakim Bin Lukman  |
| 2024  | Zulfikri Zulkifli        | Gart Gaerlan            | Ahmad Syazrin Awang Ilah |

### Femmes
Élites
| Année | Or                           | Argent                  | Bronze                 |
| 2016  | Warinthorn Phetpraphan (THA) | Supaksorn Nuntana (THA) | Toshimi Sato (JPN)     |
| 2020  | Warinthorn Phetpraphan       | Supuksorn Nuntana       | Natalie Panyawan       |
| 2022  | Alina Sarkulova              | Violetta Kzakova        | Warinthorn Phetpraphan |
| 2023  | Wu Zhifan                    | Yang Maocuo             | Tsai Ya Yu             |
| 2024  | Gao Yuanpan                  | Sayu Bella Sukma Dewi   | Nur Fitrah Shaari      |

## Palmarès de la descente

### Hommes
Élites
| Année | Or                        | Argent                  | Bronze                  |
| 2008  | Naoki Idegawa (JPN)       | Jyunya Nagata (JPN)     | King Man Tsui (HKG)     |
| 2009  | Popo Ariyo Sejati (INA)   | Naoki Idegawa (JPN)     | Tanaphon Jarupeng (JPN) |
| 2010  | Chang Yong Lee (KOR)      | Seok Hyun Kang (KOR)    | Naoki Idegawa (JPN)     |
| 2011  | Tanaphon Jarupeng (THA)   | Naoki Idegawa (JPN)     | Junya Nagata (JPN)      |
| 2012  | Kazuki Shimizu (JPN)      | Hong Chun Tan (INA)     | Takuya Aoki (JPN)       |
| 2013  | Popo Ariyo Sejati (INA)   | Kazuki Shimizu (JPN)    | Pornomo Pornomo (IND)   |
| 2014  | Suebsakun Sukchanya (THA) | Kazuki Shimizu (JPN)    | John Derick Farr (PHI)  |
| 2015  | Chiang Sheng Shan (TPE)   | Kazuki Shimizu (JPN)    | Popo Ario Sejati (INA)  |
| 2016  | Kazuki Shimizu (JPN)      | Tanaphon Jarupeng (THA) | Junya Nagata (JPN)      |
| 2017  | Yuki Kushima              | Chiang Sheng Shan       | Kazuki Shimizu          |
| 2018  | Chiang Sheng Shan         | Suebsakun Sukchanya     | Kazuki Shimizu          |
| 2019  | Methasit Boonsane         | Hossein Zanjanian       | Chiang Sheng Shan       |
| 2020  | Methasit Boonsane         | Chinnapat Sukchanya     | Suebsakun Sukchanya     |
| 2022  | Chiang Sheng Shan         | Methasit Boonsane       | Yuki Kushima            |
| 2023  | Sheng Shan Chiang         | Methasit Boonsane       | Rendy Varera Sanjaya    |
| 2024  | Methasit Boonsane         | Sheng Shan Chiang       | Rendy Varera Sanjaya    |

### Femmes
Élites
| Année | Or                        | Argent                        | Bronze                      |
| 2009  | Mio Suemasa (JPN)         | Risa Suseanty (INA)           | Ausanee Pradupyard (THA)    |
| 2010  | Mio Suemasa (JPN)         | Vipavee Deekaballes (THA)     | Ausanee Pradupyard (THA)    |
| 2011  | Vipavee Deekaballes (THA) | Risa Suseanty (INA)           | Ausanee Pradupyard (THA)    |
| 2012  | Pas de compétition        | Pas de compétition            | Pas de compétition          |
| 2013  | Mio Suemasa (JPN)         | Vipavee Deekaballes (THA)     | Sattayanun Abdulkaree (THA) |
| 2014  | Mio Suemasa (JPN)         | Nining Purwaningsih (INA)     | Vipavee Deekaballes (THA)   |
| 2015  | Vipavee Deekaballes (THA) | Sattayanun Abdulkaree (THA)   | Thi Soan Quang (VIE)        |
| 2016  | Vipavee Deekaballes (THA) | Chatkamnoed Siraphatson (THA) | Riyanti Firiyanti (INA)     |
| 2017  | Vipavee Deekaballes       | Nining Purwaningsih           | Tiara Andini Prastika       |
| 2018  | Vipavee Deekaballes       | Chatkamnoed Siraphatson       | Tiara Andini Prastika       |
| 2019  | Vipavee Deekaballes       | Chatkamnoed Siraphatson       | Tiara Andini Prastika       |
| 2020  | Chatkamnoed Siraphatson   | Tida Panyawan                 | Vipavee Deekaballes         |
| 2022  | Vipavee Deekaballes       | Tida Panyawan                 | Chou Pei Ni                 |
| 2023  | Vipavee Deekaballes       | Milatul Khaqimah              | Riska Amelia Agustina       |
| 2024  | Milatul Khaqimah          | Vipavee Deekaballes           | Riska Amelia Agustina       |